# Pchan-ťin
Pchan-ťin (čínsky 盤錦, pchin-jinem Pánjǐn) je městská prefektura v Čínské lidové republice, kde patří k provincii Liao-ning. Celá prefektura má rozlohu 3 825 čtverečních kilometrů a žije zde necelých 1,4 milionu obyvatel. Více než 95 % obyvatel jsou Chanové, největšími menšinami jsou 3 % Mandžuů a necelé procento Korejců.

## Poloha
Pchan-ťin leží v provincii Liao-tung na severním břehu Liaotungské zátoky Pochajského moře. Hraničí na jihovýchodě řekou Liao-che s Jing-kchou, na západě s Ťin-čou a na východě s An-šanem.

### Doprava
Je zde stanice nejstarší čínské vysokorychlostní tratě Čchin-chuang-tao – Šen-jang.

## Administrativní členění
Městská prefektura Pchan-ťin se člení na čtyři celky okresní úrovně, a sice tři městské obvody a jeden okres.
| Šuang-tchaj-c’ Sing-lung-tchaj Ta-wa Pchan-šan |          |                       |                    |                                  |
| Název                                          | Název    | Počet obyvatel (2020) | Rozloha km² (2020) | Hustota zalidnění (obyv. na km²) |
| český přepis                                   | znaky    | Počet obyvatel (2020) | Rozloha km² (2020) | Hustota zalidnění (obyv. na km²) |
| Městské obvody                                 |          |                       |                    |                                  |
| Šuang-tchaj-c’                                 | 双台子区 | 214 290               | 99                 | 2 157                            |
| Sing-lung-tchaj                                | 兴隆台区 | 529 394               | 446                | 1 188                            |
| Ta-wa                                          | 大洼区   | 422 797               | 1 586              | 267                              |
| Okres                                          |          |                       |                    |                                  |
| Pchan-šan                                      | 盘山县   | 223 210               | 1 694              | 132                              |
|                                                |          |                       |                    |                                  |
| Celkem                                         | Celkem   | 1 389 691             | 3 825              | 363                              |